# Beamforming
Le Beamforming aussi appelé filtrage spatial, formation de faisceaux ou formation de voies est une technique de traitement du signal utilisée dans les réseaux d'antennes et de capteurs pour l'émission ou la réception directionnelle de signaux. Ceci est réalisé en combinant les éléments d'un réseau d'antennes à commande de phase de telle façon que dans des directions particulières, les signaux interfèrent de façon constructive tandis que dans d'autres directions les interférences soient destructives. Le beamforming peut être utilisé du côté émetteur ou du côté récepteur pour obtenir une sélectivité spatiale. L'amélioration, comparée à l'émission/réception d'une antenne isotrope
(omnidirectionnelle), s'appelle le gain (ou perte) d'émission/réception.
Remarque: ci-dessous les termes anglais « beamformer/transmit beamformer » et « beamformee/receive beamformer » ont été traduits par « modeleur de faisceau » et « récepteur de beamforming ».
Le beamforming peut s'utiliser avec les ondes radio ou sonores. Il a de nombreuses applications dans les techniques de radar, sonar, sismologie, transmission sans fil, radioastronomie, acoustique, et la biomédecine. Le beamforming adaptatif est utilisé pour détecter et évaluer le signal utile à la sortie d'un réseau de capteurs, au moyen du filtrage spatial optimal (c'est-à-dire de moindres carrés) et de la réjection d'interférence. Pour les techniques d'imagerie acoustique, le beamforming constitue une méthode de traitement du signal élémentaire et très répandue.

## Généralités
Pour changer l'orientation du réseau d'émission, le modeleur de faisceau contrôle la phase et l'amplitude relative du signal sur chaque élément du réseau d'émission, créant ainsi un motif d'interférences constructives et destructives dans le front d'onde. À la réception, l'information provenant des différents capteurs est combinée de telle manière que le signal attendu est mis en évidence.
Par exemple dans le sonar, pour envoyer une brusque impulsion de son sous-marin en direction d'un navire distant, se contenter d'émettre cette impulsion simultanément sur tous les hydrophones du réseau, ne fonctionne pas, car le navire recevra d'abord l'impulsion de l'hydrophone le plus proche, puis successivement les impulsions des hydrophones plus éloignés. La technique de beamforming suppose d'envoyer l'impulsion depuis chaque hydrophone en la décalant légèrement dans le temps (l'hydrophone le plus éloigné du navire en premier), ainsi chaque impulsion touche le navire exactement au même moment, en produisant le même effet qu'une impulsion puissante issue d'un unique hydrophone. On peut réaliser la même chose dans l'air avec des haut-parleurs, ou en radio et radar avec des antennes radio.
Dans le sonar passif, et en réception dans le sonar actif, la technique de beamforming suppose de combiner les signaux des hydrophones en les retardant variablement (l'hydrophone le plus proche de la cible subira le plus long retard) de façon que chaque signal atteigne la sortie de l'antenne sonar exactement au même moment, produisant un unique et puissant signal, comme s'il venait d'un unique hydrophone très sensible. Le beamforming en réception peut aussi s'utiliser avec des microphones ou des antennes radar.
Dans les systèmes à bande étroite, le retard est équivalent à un déphasage, c'est pourquoi dans ce cas le réseau d'antennes, chacune étant déphasée d'une petite valeur différente, est appelée 'réseau d'antennes à commande de phase' . Un système à bande étroite, typique des radars, est un système dans lequel la bande passante ne représente qu'une petite fraction de la fréquence centrale. Dans les systèmes à large bande, cette approximation ne suffit pas, ce qui est typiquement le cas des sonars.
Dans les récepteurs de beamforming le signal de chaque antenne peut être amplifié selon un « poids » différent. Des arrangements variés des poids (c.à.d. Dolph-Chebyshev (en)) peuvent être utilisés pour obtenir les motifs de sensibilité désirés. Un lobe principal est produit simultanément à des lobes nuls et secondaires. En plus de contrôler le niveau du lobe principal (le faisceau) et des lobes secondaires, on peut contrôler aussi la position des nuls. Ceci peut servir à ignorer le bruit ou  brouillage radio dans une direction choisie, tout en écoutant ce qui provient d'autres directions. Un résultat similaire peut être obtenu en transmission.
Pour les détails mathématiques du guidage des faisceaux d'ondes en utilisant les amplitudes et les déphasages, voyez la section mathématique dans l'article 'réseau d'antennes à commande de phase'.
Dans les grandes lignes les techniques de beamforming peuvent être divisées en deux catégories :
- beamforming conventionnel (fixe ou commuté)
- beamforming adaptatif ou réseau d'antennes à commande de phase
  - Mode de maximisation du signal désiré
  - Mode de minimisation ou d'annulation du signal interférent

Le beamforming conventionnel utilise un ensemble fixe de poids et de retards (ou déphasages) pour combiner les signaux des capteurs du réseau, en utilisant essentiellement les seules informations d'emplacement des capteurs dans l'espace et des directions des ondes intéressantes. À l'opposé, les techniques de beamforming adaptatif combinent généralement cette information avec les propriétés des signaux effectivement reçus des capteurs, typiquement pour améliorer la réjection de signaux indésirables venant d'autres directions. Ce processus peut être mis en œuvre dans le domaine-temps ou dans le domaine fréquentiel.
Comme son nom l'indique un système de beamforming adaptatif (en) peut s'adapter automatiquement à différentes situations. Des critères, par exemple la minimisation du bruit total en sortie, doivent être définis pour permettre l'adaptation. Dans les systèmes à large bande, du fait de la variation du bruit avec la fréquence, il peut être souhaitable de procéder dans le domaine fréquentiel.
Le beamforming peut être gourmand en capacité de calcul. Le débit de données d'une antenne Sonar est suffisamment faible pour être traité en temps réel par logiciel, lequel est assez souple pour émettre et recevoir simultanément dans plusieurs directions. À l'opposé, le débit de données du réseau d'antennes à commande de phase d'un radar est tellement élevé qu'il nécessite habituellement un traitement par composant matériel, qui est bloqué pour émettre et/ou recevoir dans une seule direction à la fois. Cependant, les FPGA sont maintenant suffisamment rapides pour supporter les données radar en temps réel, et peuvent être rapidement reprogrammés comme du logiciel, rendant floue la distinction entre le matériel et le logiciel.

## Spécificités pour le Sonar
Le Sonar lui-même a de nombreuses applications, telles que la recherche et la télémétrie à longue distance ou l'imagerie sous-marine avec le sonar latéral (en) et les caméras acoustiques (en).
Dans le sonar la mise en œuvre du beamforming utilise les mêmes techniques générales mais diffère significativement dans les détails des implémentations dans les systèmes électromagnétiques. Les applications commencent à 1 Hz et peuvent aller jusqu'à 2 MHz, et les éléments du réseau peuvent être gros et peu nombreux, ou être très petits et se compter par centaines. Ceci va significativement influencer l'effort de conception du beamforming dans les sonars, depuis le besoin de composants frontaux de systèmes (transducteurs, préamplificateurs et numériseurs) jusqu'en aval avec le matériel effectif de calcul du beamforming. Les sonars haute fréquence, ceux à faisceau concentré, les sonars multi-éléments pour la recherche et l'imagerie, les caméras acoustiques, mettent souvent en œuvre du calcul spatial du cinquième degré qui place sur les processeurs des contraintes équivalentes aux exigences des radars Aegis.
De nombreux systèmes de sonar, tels que ceux des torpilles, sont constitués de réseaux allant jusqu'à 100 éléments qui doivent pouvoir orienter un faisceau avec un angle de vision de plus de 100 degrés et fonctionner à la fois en mode actif et passif.
Les réseaux d'hydrophones s'utilisent aussi bien en mode actif que passif en matrices à 1, 2 et 3 dimensions.
- 1 dimension : les réseaux « linéaires » sont habituellement dans des systèmes passifs multi-éléments remorqués derrière un bateau et dans les sonars latéraux (en) à un ou plusieurs éléments.
- 2 dimensions : les réseaux « plans » sont courants dans les sonars actifs ou passifs installés dans les coques de bateaux et dans certains sonars latéraux (en).
- 3 dimensions : les réseaux « sphériques » et « cylindriques » s'utilisent dans les « coupoles sonar » des bateaux et sous-marins modernes.

Le sonar diffère du radar en ce qu'en certaines applications comme la recherche à longue portée, on doit souvent observer, et parfois émettre, dans toutes les directions simultanément. Aussi un système à plusieurs faisceaux est-il nécessaire. Dans le récepteur sonar à bande étroite les phases de chaque faisceau peuvent être entièrement manipulées par du logiciel de traitement de signal, à comparer aux systèmes radar actuels qui utilisent du matériel pour « écouter » dans une seule direction à la fois.
Le sonar utilise aussi le beamforming pour compenser l'important problème de la vitesse de propagation du son, plus lente que celle des ondes électromagnétiques. Dans les sonars latéraux, la vitesse du remorqueur ou du véhicule de transport du sonar est suffisante pour déplacer le sonar hors de la zone de retour de l'écho. En plus d'algorithmes de focalisation prévus pour améliorer la réception, de nombreux sonars latéraux utilisent aussi le guidage de faisceau pour regarder en avant et en arrière et « récupérer » les impulsions qui auraient été manquées par un faisceau latéral unique.

## Formalisation
Le principe de la formation de voies peut s'exprimer dans le domaine temporel ou dans le domaine fréquentiel dans des formulations équivalentes. 

### Expression temporelle de la formation de voie en champ libre 3D
On considère un réseau de {\displaystyle M} capteurs. Chaque capteur {\displaystyle m} reçoit un signal temporel noté {\displaystyle p_{m}(t),1\leq m\leq M}.  On va utiliser ce réseau de capteurs pour « focaliser » le signal en un point de l'espace. L'amplitude du signal focalisé sera ainsi un indicateur de la présence réelle d'une source à la position scrutée. 
Dans le cas où l'on suppose que l'onde parcourant la distance de la source au réseau de capteurs suit une propagation de champ libre 3D, le signal temporel focalisé est 
{\displaystyle b(t)={\frac {1}{N}}\left(\sum _{m=1}^{M}p_{m}{\frac {t+\tau _{m}}{r_{m}}}\right)}
où  {\displaystyle r_{m}} est la distance géométrique de chaque capteur à la position scrutée, {\displaystyle \tau _{m}} est le retard à appliquer au signal du capteur {\displaystyle m} pour compenser sa propagation. Dans le cas de la propagation de champ libre 3D, on a simplement  {\displaystyle \tau _{m}=r_{m}/c_{0}} où  {\displaystyle c_{0}} est la célérité des ondes dans le milieu. Le facteur de normalisation {\displaystyle N=\sum _{m=1}^{M}{\frac {1}{r_{m}^{2}}}}. 
Si une source est effectivement présente à l'endroit scruté et génère un signal {\displaystyle s(t)}, chaque capteur reçoit le signal propagé {\displaystyle p_{m}(t)=s(t-\tau _{m})/r_{m}}, et on constate que le signal focalisé est égal au signal source {\displaystyle b(t)=s(t)}. Il s'agit donc d'une méthode de traitement du signal permettant de retrouver le signal source. Si l'on focalise le réseau à une position où il n'y a pas de source, l'amplitude du signal focalisé est généralement inférieur à ce niveau. En scannant un ensemble de point de l'espace, on est ainsi en mesure d'évaluer la présence d'une source à partir des mesures d'un réseau de capteurs.

### Expression fréquentielle
- Un modeleur de faisceau conventionnel peut être un simple modeleur connu sous le nom de « modeleur retardateur-sommateur ». Les poids de tous les éléments du réseau d'antennes peuvent avoir la même grandeur. Le faisceau d'onde est orienté dans une direction précise uniquement en règlant la phase appropriée pour chaque antenne. Si le bruit n'est pas corrélé et qu'il n'y a pas d'interférences directionnelles, le rapport signal sur bruit d'un récepteur de beamforming ayant {\displaystyle L} antennes et recevant un signal de puissance {\displaystyle P} est {\displaystyle {\frac {1}{\sigma _{n}^{2}}}P\cdot L}, où {\displaystyle \sigma _{n}^{2}} est la variance du bruit ou puissance du bruit.
- Null-steering beamformer (en) (en)
- Frequency domain beamformer

## Histoire du beamforming dans les normes de téléphonie cellulaire
Les techniques de beamforming dans les standards de téléphonie mobile ont progressé au fil des générations en utilisant des systèmes de plus en plus complexes pour obtenir de plus grandes densités de cellules, avec des débits plus importants.
- Mode passif : solutions (quasiment) non standardisées
  - Le Wideband Code Division Multiple Access (W-CDMA) supporte le beamforming basé sur la direction d'arrivée du signal (en) (DOA) [réf. nécessaire] ;
- Mode actif : solutions standardisées 
  - 2G — GSM : Sélection de l'antenne d'émission pour du beamforming simplifié (1 seul faisceau par cellule radio) [réf. nécessaire] ;
  - 3G — W-CDMA / UMTS : beamforming à matrice d'antennes d'émission (TxAA) [réf. nécessaire] ;
  - 4G — LTE[2] : Multiple input multiple output (MIMO) beamforming optionnel à base de pré-codage avec Space-division multiple access (en) (SDMA) ;
  - Au-delà de la 4G (4G+, 5G, …) — pour supporter le SDMA, on prévoit des solutions de beamforming plus avancées telles que le beamforming rétroactif et le beamforming multi-dimensionnel permis par du MIMO massif.

## Beamforming pour le son parlé
On peut utiliser le beamforming pour tenter de repérer la source des sons dans une pièce, par exemple s'agissant de plusieurs orateurs dans l'effet cocktail party. Pour cela il faut connaître à l'avance la position des orateurs, par exemple en utilisant le temps de propagation de la source aux microphones du réseau, et en en déduisant les positions à partir des distances.
On peut utiliser des réseaux de filtres (en) spécialisés pour séparer les bandes de fréquence avant le beamforming. En effet des fréquences différentes ont des filtres de beamforming optimaux différents, et peuvent ainsi être traités comme des problèmes différents (i.e. appliquer de nombreux filtres en parallèle, puis recombiner les bandes de fréquence). Des filtres standards comme les FFT sont moins optimisés pour cet usage car ils ne sont pas conçus pour isoler les bandes de fréquence. Par exemple, la FFT suppose implicitement que les seules fréquences présentes dans le signal sont exactement les harmoniques présentes en tant qu'harmoniques FFT. Typiquement, les fréquences intermédiaires entre ces harmoniques activeront tous les canaux de la transformée  de Fourier, ce qui n'est pas l'effet recherché pour une analyse de beamforming. À la place, on peut concevoir des filtres dans lesquels seules les fréquences locales sont détectées par chaque canal. La propriété de recombinaison est aussi nécessaire : il doit y avoir assez d'information dans les champs de réception pour reconstruire le signal. Ces bases sont typiquement non-orthogonales, contrairement aux bases issues d'une FFT.

### Solutions de beamforming
- Sonar
- Fenêtrage
- Synthèse d'ouverture
- Synthetic aperture radar
- Magnétoencéphalographie
- Antenne réseau à commande de phase

### Solutions de beamforming (liens vers le Wikipedia anglais)
- Inverse synthetic aperture radar (en) (ISAR)
- sonars latéraux (en)
- Synthetic aperture sonar (en)
- Thinned array curse (en)
- Microphone array (en)
- Zero-forcing precoding (en)
- Multibeam echosounder (en)

### Sujets connexes (certains liens vont vers le Wikipedia anglais)
- MIMO
- MIMO massif
- Spatial multiplexing (en)
- Antenna diversity (en)
- Channel state information
- Space–time code (en)
- Space–time block code (en)
- Precoding (en)
- Dirty paper coding (DPC) (en)
- Smart antennas (en)
- Multi-user MIMO (en)
- Wideband Space Division Multiple Access (en)
- Règle de Golomb
- Sousveillance

## Articles et ouvrages en anglais
- Louay M.A. Jalloul and Sam. P. Alex, "Evaluation Methodology and Performance of an IEEE 802.16e System", Presented to the IEEE Communications and Signal Processing Society, Orange County Joint Chapter (ComSig), December 7, 2006. Available at: http://chapters.comsoc.org/comsig/meet.html
- H. L. Van Trees, Optimum Array Processing, Wiley, NY, 2002.
- "A Primer on Digital Beamforming" by Toby Haynes, March 26, 1998
- "What Is Beamforming?", an introduction to sonar beamforming by Greg Allen.
- "Two Decades of Array Signal Processing Research" by Hamid Krim and Mats Viberg in IEEE Signal Processing Magazine, July 1996
- "Dolph-Chebyshev Weights" antenna-theory.com
- Acoustic Beamforming Literature
- An introduction to Acoustic Beamforming
- An introduction to Sound Source Localization
- A collection of pages providing a simple introduction to microphone array beamforming
- "Beamforming Narrowband and Broadband Signals" by John E. Piper in Sonar Systems, InTech, Sept. 2011